# آووکادو (سرده)
آووکادو (نام علمی: Persea) نام یک سرده از تیره برگ‌بوئیان است.